# Senador Elói de Souza
Pour les articles homonymes, voir Senador.
Senador Elói de Souza est une municipalité brésilienne située dans l'État du Rio Grande do Norte.